# Isaac l'Aveugle
 (décembre 2020).

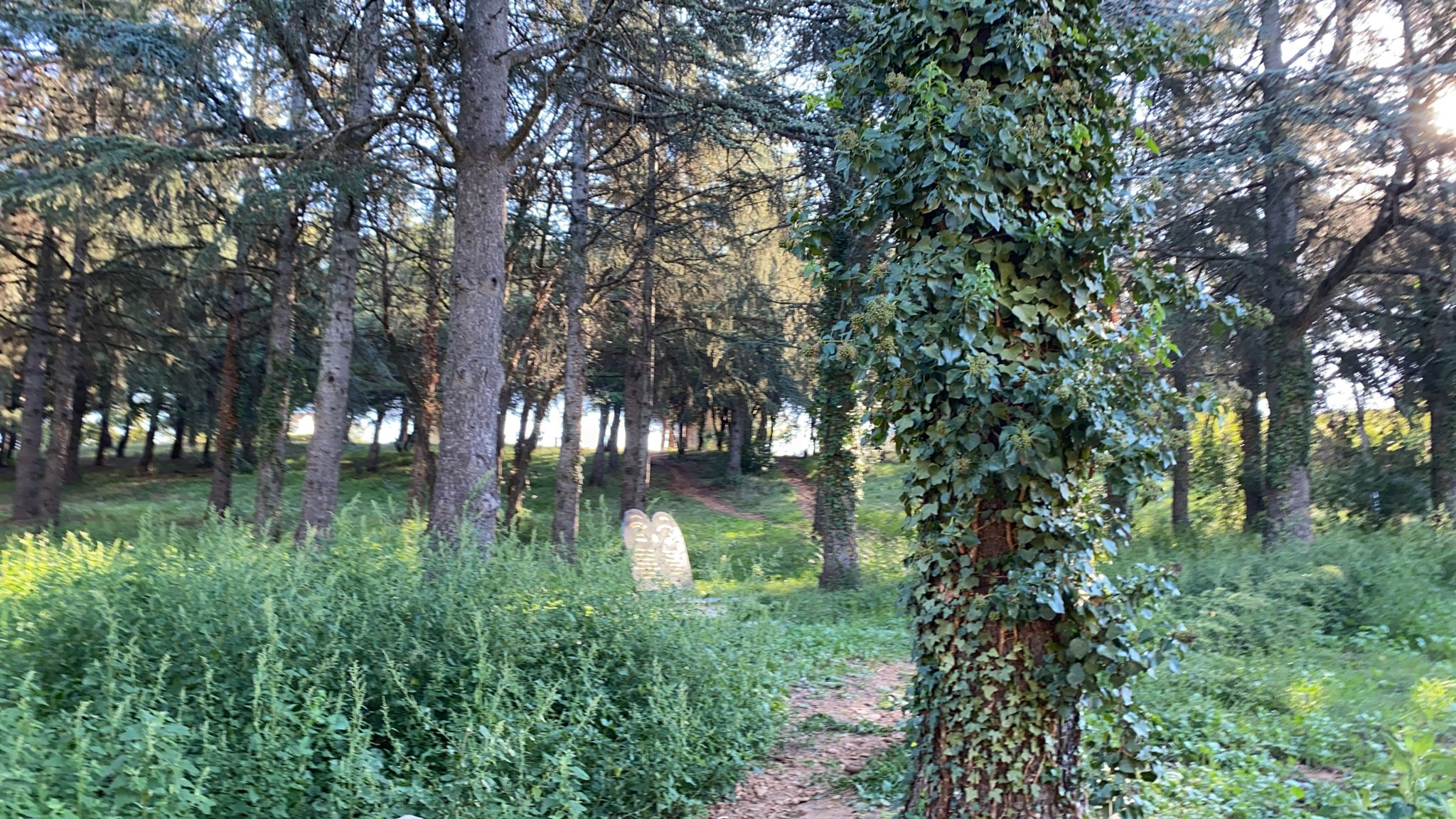
[https://www.youtube.com/watch?v=JTFS-4coOXY&t=8s&ab_channel=istreet100 Lien vers les lieux "film"

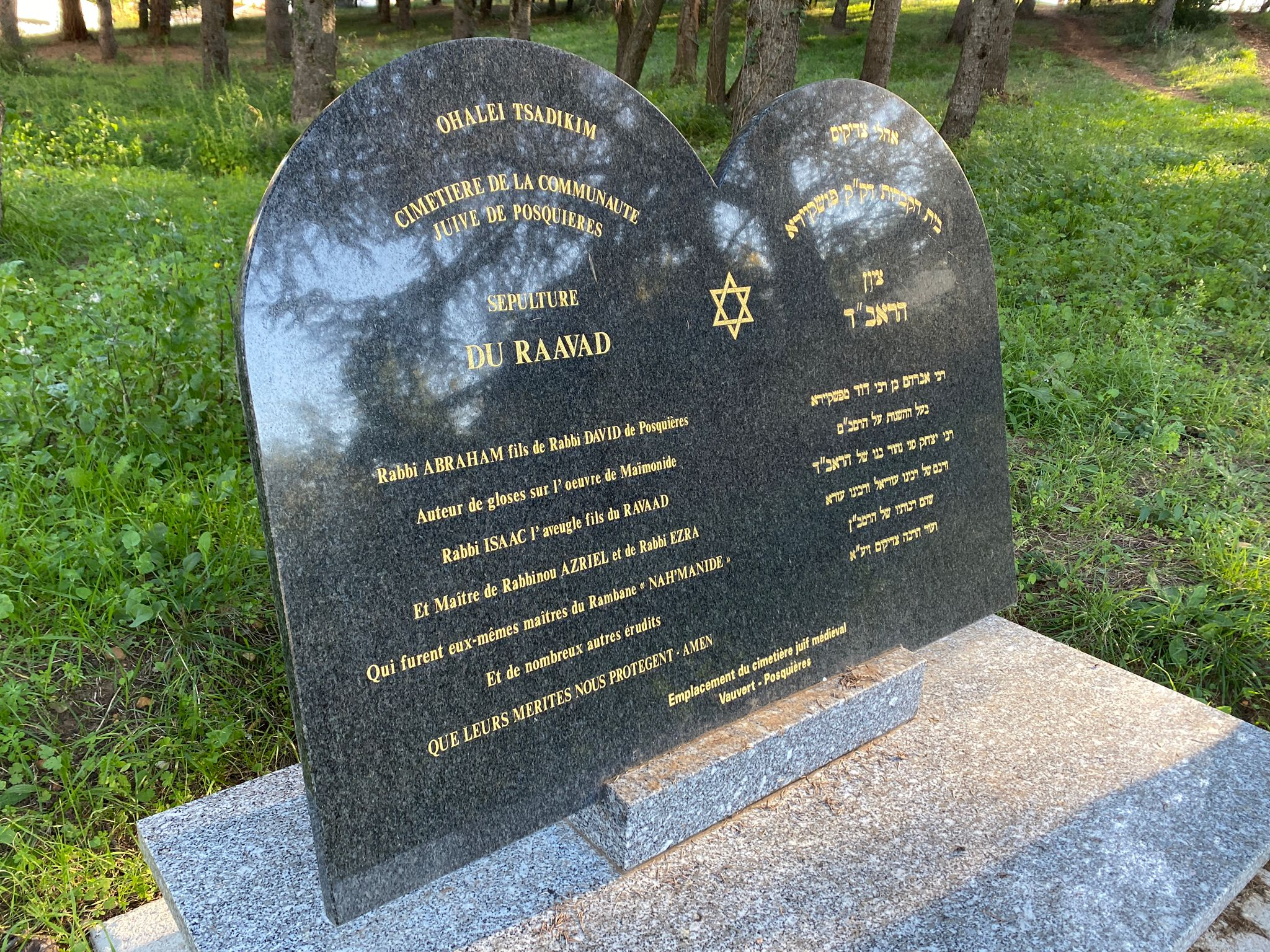
Sépultures des Kabbalistes Abraham ben David le Rabad III et son fils Isaac l'Aveugle

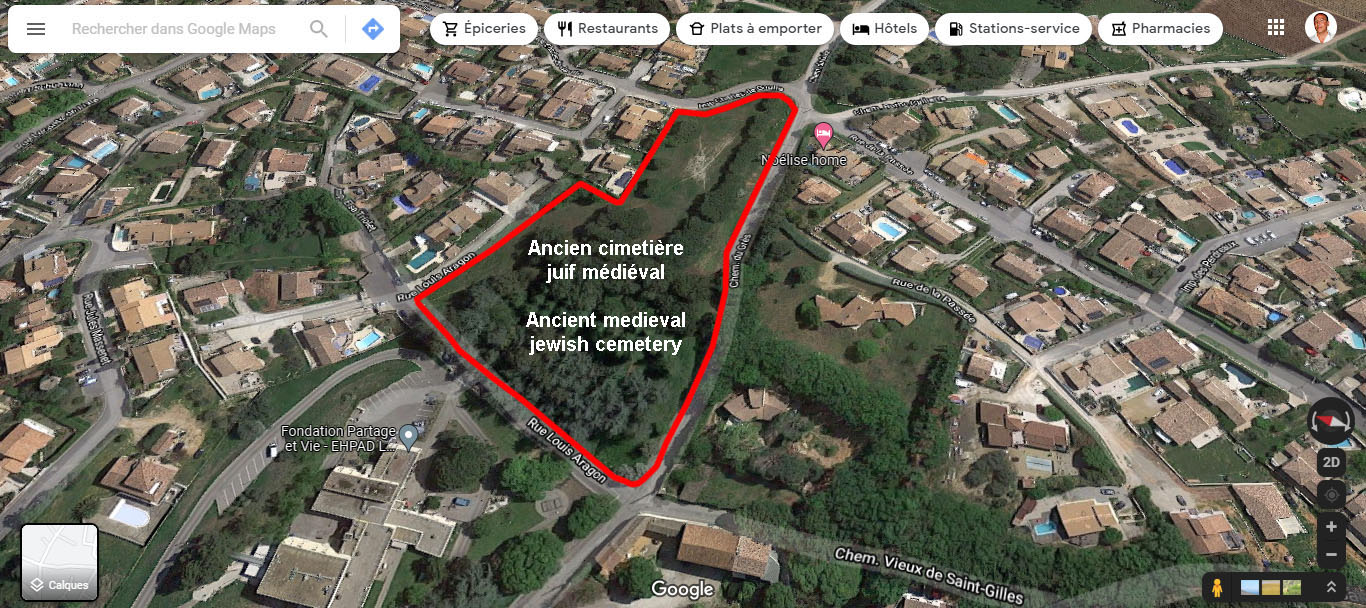
[https://www.google.com/maps/place/Ancien+cimeti%C3%A8re+juif+m%C3%A9di%C3%A9val,+s%C3%A9pultures+des+Kabbalistes+Abraham+ben+David+le+Rabad+III+et+son+fils+Isaac+l'Aveugle/@43.6891604,4.2787433,17z/data=!4m8!1m2!2m1!1shepad+vauvert!3m4!1s0x0:0x8128fed5add96698!8m2!3d43.6894039!4d4.2814724 Lien vers google maps

Isaac l'Aveugle (Yitsḥaq Saggi Nahor en judéo-araméen : יצחק סגי נהור Isaac Plein de lumière), (romanisation : Isaac ben Abraham Sagi Nahor), dit « le Pieux » (he-ḥasid), né en 1160 à Posquières en Occitanie et mort dans cette même ville en 1235, est l'un des plus grands kabbalistes juifs.

## Biographie
Isaac l'Aveugle est le fils du Ravad III (Abraham ben David de Posquières), éminent et influent cabaliste provençal, qui lui aurait enseigné les traditions secrètes héritées depuis Moïse sur le mont Sinaï. Il naît aveugle mais compense son handicap par sa grande maîtrise de la Kabbale, d'où son surnom paradoxal et euphémistique en araméen.  
Il professe à l'école rabbinique de Posquières (aujourd'hui Vauvert) en Languedoc, à l'époque où commence à se répandre l'étude du Sefer Ha Bahir parmi les lettrés juifs de Rhénanie et de France, dont Ravad, son père, a développé l'enseignement. 
C'est l'un des pères-fondateur de la forme moderne de la Kabbale. 

## Œuvre
Ravad, le père d'Isaac l'Aveugle, développe l'enseignement du Sefer Ha Bahir (le Livre de la Clarté) en représentant le système des sefirot – issu du Sefer Yetsirah (le Livre de la Création) – sous la forme d'une figure anthropomorphique et bissexuée où toutes les réalités sont référées à deux principes : le Masculin et le Féminin, deux principes différents mais pas séparés, deux principes imbriqués l’un dans l’autre.
Le commentaire d’Isaac l’Aveugle sur le Sefer Yetsirah est « la première œuvre qui explique la Bible sous l’éclairage d’une théorie systématique des sefirot dans l’esprit de la Kabbale. À la tête des qualités divines, il place la « pensée » (Mahshabah) d’où surgissent les paroles divines, les « mots » au moyen desquels le monde fut créé. Au-dessus de la « pensée » se trouve le Dieu caché, qui reçoit pour la première fois le nom de En Sof (« l’Infini ») […] Avec la théorie des sefirot, il développe le concept de la mystique du langage. La parole de l’homme est connectée à la parole divine, et tout le langage, céleste ou humain, provient d’une seule source, le Nom divin», une conception du langage dont la portée sera considérable dans la culture juive moderne et bien au-delà d’elle.
Le En Sof reste un principe à jamais inconnu, à l’origine de toutes choses, pour Isaac l'Aveugle. « Ce principe ne peut être identifié au Dieu des croyances et des pratiques religieuses. Rien ne saurait le définir et la notion même d’existence ne lui est pas applicable », selon Charles Mopsik.  Isaac l'Aveugle se demande : « Comment faire pour que ce principe primordial et caché, dont on ignore même s’il existe, puisse vraiment avoir un sens pour nous les hommes ? Ce sont eux qui donnent un sens aux mots et aux choses qu’ils éprouvent». 
Le principe qui détermine la Kabbale n'est pas le logos (la raison), mais le langage lui-même, pour Isaac l'Aveugle. Un changement de perspective qui requiert une nouvelle méthode de pensée, attentive au langage et à tout ce qui émane du langage : les rêves, les songes éveillés, les extases, des transports mystiques, etc.
Isaac l’Aveugle a été  le premier kabbaliste à présenter les sefirot comme les causes mystérieuses et les essences de toute réalité. La Kabbale constitue pleinement son système théosophique et théurgique avec Isaac l'Aveugle. Il inaugure une nouvelle ère dans le judaïsme en le réinterprêtant complètement.
Dieu est influençable ; Dieu fait des choix ; Dieu est perfectible ; une faille a atteint Dieu tel que le conçoit Isaac l'Aveugle. Les malheurs de l’histoire, les désastres, les catastrophes collectives et individuelles ont pour origine cette sorte de brèche, de pgam (dommage), à l’intérieur de la divinité, remarque Charles Mopsik dans son étude de l'œuvre d'Isaac l'Aveugle. Il va donc s’agir, pour les kabbalistes, d’influencer Dieu afin de réparer, autant que possible, la faille et le dysfonctionnement qu'elle cause, « comme des ingénieurs manient une machine sophistiquée », selon Mopsik, afin également d'être partenaire de Dieu dans la création.
La présence de motifs issus de la philosophie néo-platonicienne dans l'œuvre Isaac l'Aveugle a été mise en jeu par la plupart des spécialistes modernes de la Kabbale, par Gershom Scholem et par Charles Mopsik en particulier. 
Isaac l'Aveugle développe une conception de Dieu très éloignée de la conception aristotélicienne de la divinité à laquelle se réfèrent Maïmonide et son école au XIIe siècle. Le Dieu d'Aristote ne se laisse pas influencer, alors qu'Isaac l'Aveugle conçoit une divinité faillible, influençable et sensible aux hommes ; une divinité proche des conceptions mystiques, oniriques et extatiques, que Platon expose dans quelques-uns de ses Dialogues, dans le Phèdre en particulier, des conceptions marginales dans l'œuvre de Platon mais qui imprègnent celles de l'école de Posquières.

### Postérité
Isaac l'Aveugle a formé de nombreux disciples dont Acher ben David, son neveu qui lui succéda à la tête de l'école de Posquières, et Azriel de Gérone, qui recueille ses interprétations et invente une méthode en accord avec les idées de son maître - bien que Yitsḥaq Saggi Nahor n'ait pas autorisé ses disciples à publier leurs enseignements kabbalistiques au motif que la Kabbale est strictement ésotérique.
Nombre de ses dictons ou qui lui sont attribués se trouvent dans les premières œuvres kabbalistiques de Provence et dans les écrits de l’école kabbalistique de Gérone en Catalogne.

## Concepts
- les Sephiroths trouvent leur origine à un niveau infiniment profond et caché dans le En Sof (littéralement, l'Infini, mais il y a une connotation d'Être Divin)
- le En Sof émane la Mahshabah (Pensée divine), qui est la première qualité surnaturelle.
- la représentation des Sephiroths en ce monde permet par exemple d'exprimer l'émanation de l'Homme par l'énergie divine. L'expérience mystique permet l'ascension dans les degrés d'émanation afin de s'unir à l'être Divin.